# Haldon Chase
Haldon „Hal” Chase (ur. 1923 w Denver, zm. 2006 w Cape St. Vincent) – amerykański archeolog, związany z ruchem  Beat Generation.
Haldon Chase był przyjacielem Neala Cassady'ego. Na początku lat 40. XX w. studiował antropologię na Uniwersytecie Columbia i dzielił mieszkanie z Williamem Burroughsem, Allenem Ginsbergiem i Jackiem Kerouacem. Ten ostatni zamieszkał u niego podczas swojej wizyty w Denver w lipcu 1947 r. Chase w 1949 r. prowadził badania archeologiczne w Trynidadzie w Kolorado. Z Williamem Burroughsem spotkał się ponownie w Meksyku w 1951 r., kiedy studiował język zapotecki w Mexico City College. Z czasem oddalił się od beatników. W 1956 r. wrócił do Stanów Zjednoczonych, aby pracować na Uniwersytecie Południowej Kalifornii. Osiedlił się w pobliżu Paso Robles w Kalifornii. Zmarł w Cape St. Vincent w stanie Nowy Jork.